# Lý Thiên Na
Lý Thiên Na (tiếng Trung: 李千娜; bính âm: Lǐ Qiān Nà; Wade–Giles: Thiên Na Lý; sinh ngày 22 tháng 11, 1984) là một diễn viên, ca sĩ Đài Loan.Năm 2007, cô tham gia mùa 2 của Siêu Cấp Tinh Quang Đại Lộ.

## Sự nghiệp
Vì theo đuổi ước mơ, cũng vì muốn chuyển dời trọng tâm cuộc sống, Năm 2007, Lý Thiên Na lên miền Bắc (Đài Bắc) tham gia cuộc thi ca hát Siêu cấp tinh quang đại lộ, nhưng không ngờ khi cô lọt vào top 15, cô bị báo chí phanh phui chuyện đã có một đời hôn nhân và đã là mẹ của hai đứa trẻ ở quê nhà Đài Trung. Khoảng thời gian đó cô rất chán nản, đúng lúc cô dự định bỏ cuộc, nữ MC nổi tiếng Đài Loan Đào Tinh Doanh đã khích lệ cô rằng: "Đời người luôn tràn đầy những thử thách, nhưng thử thách nào cũng sẽ nhanh chóng vượt khỏi". Sau khi đạt được thứ hạng thứ 10 trong cuộc thi ca hát, tháng 4 năm 2009,Lý Thiên Na hợp tác với thầy giáo của mình là Châu Truyền Hùng trong bài hát Sad Glass nằm trong album của ông, Lovers' Genesis.
Lý Thiên Na cho biết trong quá trình đi thi hát cô từng muốn bỏ buộc, hóa ra trong quá trình ghi âm album đầu tay cô cũng gặp khá nhiều trở ngại, và trở ngại lớn nhất chính là cách phát âm mang đậm chất giọng Mân Man (tiếng Phúc Kiến), cô từng bị người thầy Châu Truyền Hùng nghiêm cấm cô vào phòng thu âm. 

### Từ ca sĩ thành diễn viên
Trong khoảng thời gian gián đoạn ghi âm, Lý Thiên Na hoàn toàn tạm ngưng tất cả những hoạt động liên quan đến âm nhạc và ca hát, cô đến đoàn kịch Lục Quang học cách diễn xuất, và không lâu sâu cô nhận được vai diễn đầu tiên.

## Đời sống cá nhân

### Tuổi thơ
Cha của Lý Thiên Na là ông chủ của gánh hát kiêm tay trống, mẹ là ca sĩ, từ nhỏ dưới sự ảnh hưởng của bố mẹ, tạo nên nền tảng cơ bản về âm nhạc ở Lý Thiên Na. Nhưng bố mẹ ly dị sớm, Lý Thiên Na được bà nội chăm sóc, mẹ đi biểu diễn khắp nơi, sau này đã sang tận Nhật Bản biểu diễn và cư trú dài hạn, Lý Thiên Na phải sang tận Nhật Bản mới có thể gặp được mẹ.
"Sau này lớn lên, tôi chuyển dời niềm ước ao có một gia đình trọn vẹn sang tình yêu, muốn tìm kiếm cảm giác an toàn từ người tôi yêu. Tôi nghĩ, tôi chắc chắn phải xây dựng gia đình riêng của mình, và dành hết sự yêu thương cho gia đình của mình".
Với hoàn cảnh trưởng thành như thế, khiến Lý Thiên Na khao khát có một gia đình hoàn chỉnh, đầm ấm.

### Gia đình tan rã lần nữa
Không giống như những nữ nghệ sĩ Đài Loan khác, Lý Thiên Na bắt đầu sự nghiệp của mình sau khi đã lấy chồng năm 19 tuổi, ít lâu sau cô sinh hạ một con trai và một con gái,tuy nhiên, sự lần lượt chào đời của hai đứa con lại không thể khiến cuộc sống của Lý Thiên Na và chồng trọn vẹn hơn. Ngược lại vì nhận thấy hai bên tính cách không hợp nhau, cô quyết định ly hôn vào năm 23 tuổi, cuộc hôn nhân đầu tiên trong đời cô chỉ kéo dài 4 năm.
"Thật ra vào năm thứ hai sau khi kết hôn đã phát hiện không ổn, đàn ông trước và sau khi kết hôn sẽ thay đổi rất nhiều, trước đây có thể sẽ không mắng bạn, sau khi lấy nhau thì khác. Trước đây có thể vì bạn làm bất cứ chuyện gì, hiện tại thì khác, chỉ muốn làm những chuyện anh ta muốn làm.Trẻ tuổi như thế đã kết hôn và sinh con thực sự rất điên rồ, nhưng tôi là người muốn làm gì thì sẽ làm ngay lập tức, tôi chưa bao giờ hối hận về bất kỳ quyết định nào của mình. Có lẽ mọi người sẽ cảm thấy ly hôn là hành động không chín chắn, nhưng đây đều là trải nghiệm quý báu trong cuộc đời tôi, tôi rất cám ơn những trải nghiệm này, khiến tôi càng trưởng thành nhiều hơn".-Lý Thiên Na chia sẻ.

### Hiện tại
Năm 2016,Lý Thiên Na công khai mối quan hệ tình cảm của mình sau 2 năm với Echo Lee,một nghệ sĩ Đài Loan sinh ra ở Mỹ.